# کاروانسرای دخان
کاروانسرای دخان مربوط به دوره قاجار است و در زنجان، جنوب بافت قدیمی شهر واقع شده و این اثر در تاریخ ۷ مهر ۱۳۸۱ با شمارهٔ ثبت ۶۱۶۹ به‌عنوان یکی از آثار ملی ایران به ثبت رسیده است.